# Pierre Demers
Pour les articles homonymes, voir Demers.
Pour l’article homonyme, voir Pierre Demers (physicien).
Pierre Demers (né le 17 juillet 1945 à Jonquière) est un enseignant, un cinéaste et un écrivain québécois.

## Carrière
Pierre Demers enseigne la philosophie (1969-1971), puis le cinéma (1971- ) au Cégep de Jonquière. Depuis 1970, il est journaliste culturel pour plusieurs magazines, dont notamment L'actualité, 24 Images, Cinéma-Québec, Recto-verso, Focus, Format-Cinéma, l’Itinéraire et Factuel. Depuis 2002, il anime Les Nuittes de la poésie à Jonquière.
De 1985 à 1987, il enseigne le cinéma québécois à l'université Laval.
Il a publié plusieurs œuvres, dont Charny et le recueil de poèmes La bénédiction des skidoos.
Demers est également reconnu comme un grand critique de Jean Tremblay et de l'administration municipale de Saguenay, qu'il dénonce dans plusieurs textes, lettres ouvertes et gestes d'éclats,,,.
Demers a reçu une absolution conditionnelle à la suite d'une alerte à la bombe le soir de l'inauguration de changement de nom à de la salle de spectacle « Théâtre Banque Nationale » (anciennement appelé Auditorium Dufour) située dans le CEGEP de Chicoutimi.

## Œuvre
« Les jours où vous en avez marre de vous geler avec vos pilules pour pouvoir jouer la game, les jours où vous n'en pouvez plus du mensonge dans votre vie, les jours où vous vous sentez comme le sous-produit d'une «marque», vous lisez Pierre Demers et vous pétez un fusible intérieur. »

— Josée Blanchette, Folie du printemps (et de tous les jours)

### Écrite
- 1986 : Fin d'une époque : rapport sur le cinéma et la vidéo au Saguenay - Lac Saint-Jean (en collaboration avec Renaud Thériault), Office national du film du Canada, Montréal, 91 p.,
- 1972 : Filmographies à l'usage des professeurs : français, philosophie, cinéma, Jonquière, Presses collégiales de Jonquière, no 3, 84p.,
- 2002 : Charny, Éditions Trois-Pistoles, paroisse Notre-Dame-des-Neiges, Inédits, 87 p.,
- 2004 : À l’ombre de Sainte Anne - dans la tourmente de nos envies, Éditions Trois-Pistoles, Notre-Dame-des-Neiges, Inédits, 87 p.,
- 2005 : La Brume de Cuba, Éditions Trois-Pistoles, Notre-Dame-des-Neiges, Inédits, 85 p.,
- 2007 : Tranchées - poèmes éclatés, Éditions Trois-Pistoles, Trois-Pistoles, Inédits, 97 p.,
- 2010 : 
  - La Bénédiction des skidoos, Éditions Trois-Pistoles, 68 p.
  - Coup de grisou, Éditions Trois-Pistoles, 69 p.
- 2013 : Gros bras, Éditions Trois-Pistoles

### Filmée
Série Nous sommes tous des...
- 2010 : Nous sommes tous des Marina[9].

## Prix et distinctions
- 2003 : « Découverte Abitibi-Consolidated » remis par le Salon du livre du Saguenay-Lac-Saint-Jean pour Charny[2],
- 2010 : Prix littéraire Poésie du Salon du livre du Saguenay-Lac-Saint-Jean pour La Bénédiction des ski-doos[10]